# تفاح أغبس
تفاح ابو أغبس[بحاجة لمصدر] أو تفاح أوريغون[بحاجة لمصدر] أو تفاح الباسيفيك[بحاجة لمصدر] (الاسم العلمي:Malus fusca) هو نوع من النباتات يتبع جنس التفاح من الفصيلة الوردية.